# اوراقچی (شخصیت کمیک)
اوراقچی (به انگلیسی: Wrecker) با نام اصلی دیرک گارثویت یک شخصیت خیالی ابرشرور در کتاب‌های کامیک آمریکایی منتشر شده توسط مارول کامیکس است. این کاراکتر به‌وسیلهٔ استن لی و جک کربی خلق شده و در ثور قدرتمند شماره‌های ۱۴۸ام (ژانویه ۱۹۶۸) معرفی شد.
اولین حضور رسمی لایو اکشن این شخصیت در مینی‌سریال شی‌هالک: وکیل دادگستری با هنرنمایی نیک گومز است.